# 常世神
常世神（とこよのかみ）は、『日本書紀』に登場する新興宗教の神。この神を祀ると、富と長寿が授けられ、貧者は裕福になり、老人は若返ると説かれた。
古来行われてきた共同体的な祭祀ではなく、個人の欲求を叶える信仰であるところに特色があるといわれ、民間道教の一種ではないかとの説もある。
新興宗教とされているが、皇極天皇3年（644年）当時から見ての事であり、関連のある常世の国信仰自体は更に古代から存在する。

## 概要
『日本書紀』によると、皇極天皇3年（644年）、東国の富士川の近辺の人・大生部多が村人に虫を祀ることを勧め、「これは常世神である。この神を祀れば、富と長寿が授かる。」と言って回った。巫覡（かんなぎ）等も神託と偽り、「常世神を祀れば、貧者は富を得、老人は若返る」と触れ回った。さらに人々に財産を棄てさせ酒や食物を道端に並べ、「新しい富が入って来たぞ」と唱えさせた。
やがて信仰は都にまで広がり、人々は「常世虫」を採ってきて清座に祀り、歌い舞い、財産を棄捨して福を求めた。しかし、全く益することはなく、その損害は甚大だった。ここにおいて、山城国の豪族・秦河勝は、民が惑わされるのを憎み、大生部多を討伐した。巫覡等は恐れ、常世神を祀ることはしなくなった。時の人は河勝を讃え、
と歌った。
しかし、富を得ようとする者達が財産を手放す等のエピソードに疑問を抱く意見もあり、古い宗教観の復活で民が分裂する事を恐れて行った宗教弾圧を、正当化するための後付けだという説もある。

## 常世神の正体

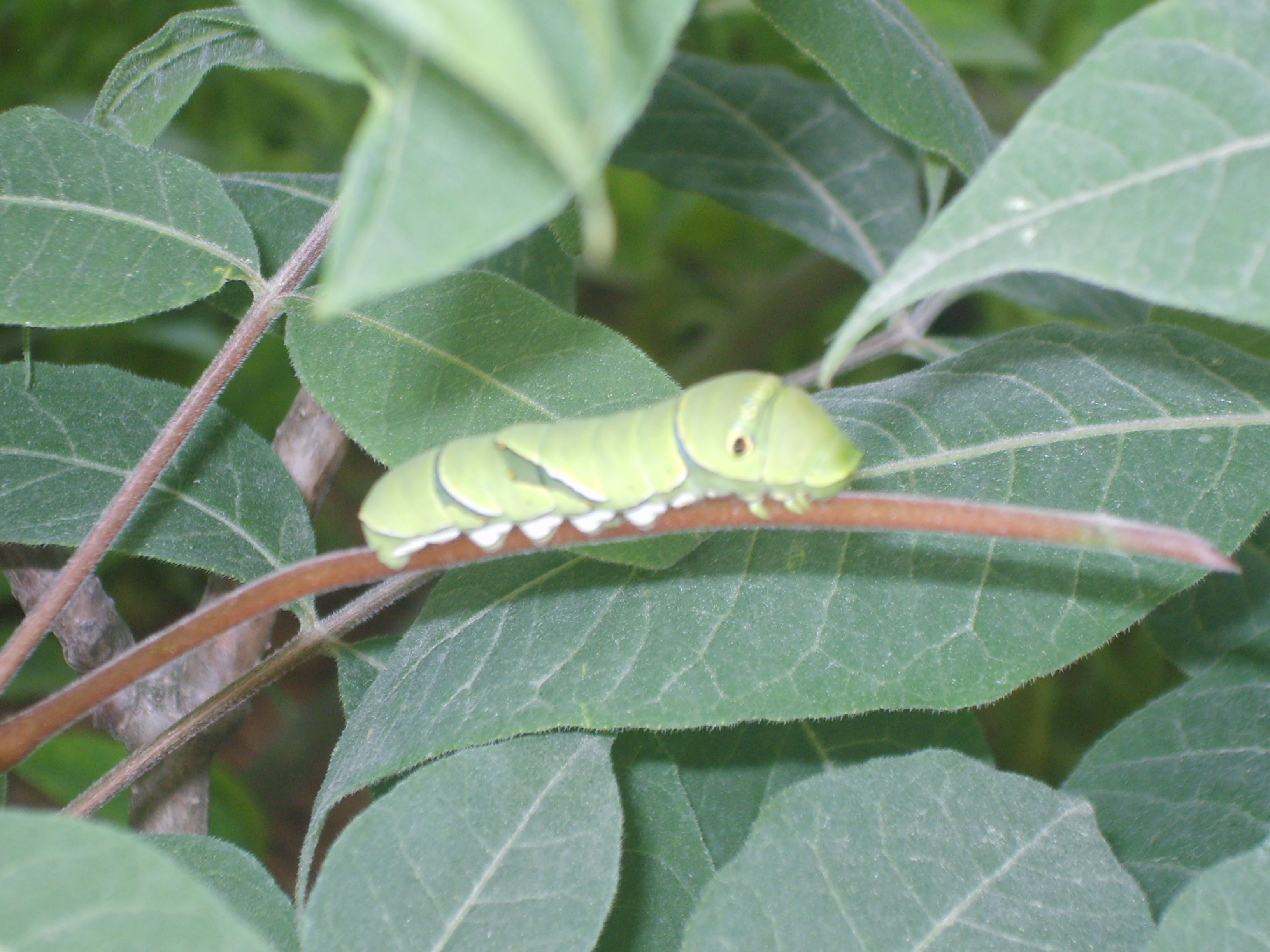
アゲハチョウの幼虫

『日本書紀』では、常世神とされた虫について「この虫は、常に橘の樹に生る。あるいは山椒に生る。長さは4寸余り、親指ぐらいの大きさである。その色は緑で黒点がある。形は全く蚕に似る」と記され、アゲハチョウの幼虫ではないかといわれる。

## 解説
橘

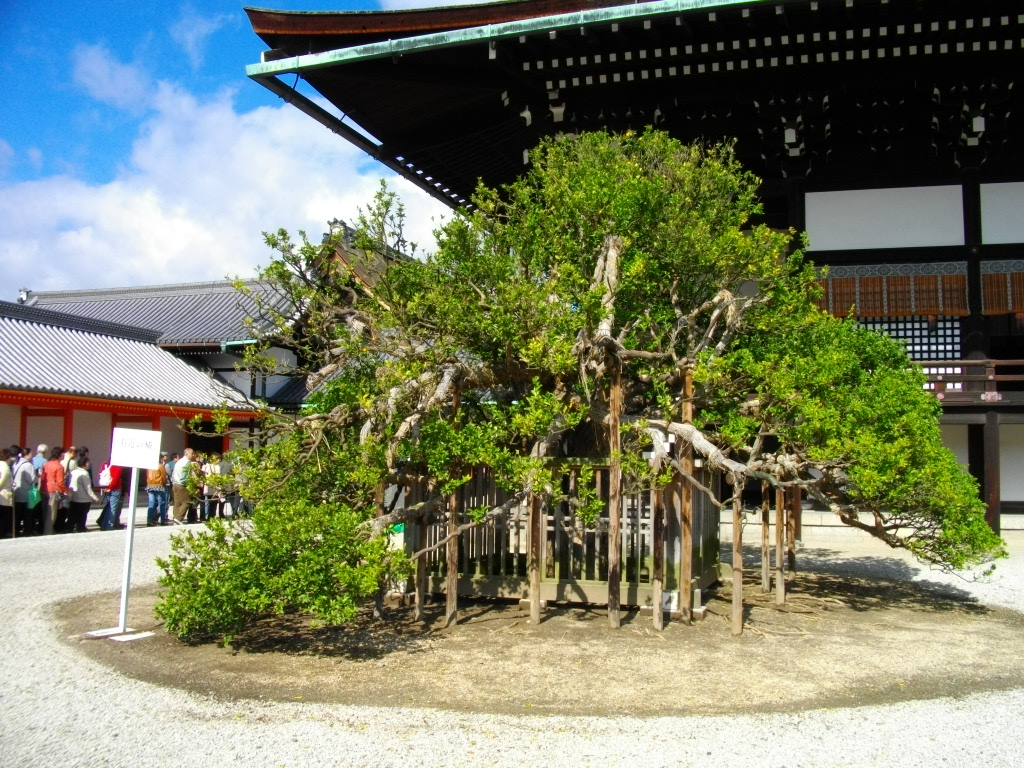
右近の橘　（京都御所）

「常世の国」は、海の彼方にある、不老不死の世界のことである。大国主命の国造りを助けたスクナヒコナ命や、浦島子（浦島太郎）が行ったのが常世の国といわれる。この常世の国には、「時じくの香（かぐ）の木の実」という、不老不死の仙薬になる木の実が生えており、『記紀』では「橘」のこととされる。橘は常緑樹で、雪や霜にも負けずに繁茂し、その実も保存の利く植物であるために、常世の木と同一視されるに到った。橘に発生する「虫」が常世神とされたのも、これに関連づけられている。
秦河勝
当時、仏教の信仰に篤い豪族は他にもおり、また、秦河勝より強い政治権力を持った人物も多かった。なぜ河勝ひとりが、常世神信仰を討伐したのかについては、全国に秦人・秦部を抱え、殖産興業を推進してきた秦氏としては、民の生産・経済活動を停止させる宗教は、看過できなかったとする考えがある。また、渡来氏族である秦氏の河勝は、新興ではあるが原始的な「神」を恐れることなく、これと対決できたのではないかとも言われる。